# Usbekische Davis-Cup-Mannschaft
Die usbekische Davis-Cup-Mannschaft ist die Tennisnationalmannschaft Usbekistans. Der Davis Cup ist der wichtigste Wettbewerb für Nationalmannschaften im Herren-Tennis, analog zum Fed Cup bei den Damen.

## Geschichte
Seit 1994 nimmt Usbekistan am Davis Cup teil, wobei einige Spieler bereits zuvor für das Team der damaligen Sowjetunion gespielt haben. Insgesamt fünfmal schon erreichte die Mannschaft die Play-offs um den Aufstieg in die Weltgruppe, verpasst aber stets den Sprung ins Oberhaus. Erfolgreichster Spieler ist Oleg Ogorodov, der 53 Partien bei 29 Teilnahmen gewinnen konnte. Er ist damit auch Rekordspieler.